# لاري جونز (كرة سلة)
لاري جونز (بالإنجليزية: Larry Jones) مواليد 22 سبتمبر 1942 في كولومبوس، هو مدرب كرة سلة أمريكي ولاعب سابق. بدأ مسيرته الاحترافية في سنة 1964. اختير من قبل فريق فيلادلفيا سفنتي سيكسرز خلال الدرافت. بلغ طوله 6 قدم 2 بوصة (1.9 م). اعتزل اللعب في 1974.

## المسيرة الاحترافية
لعب مع فيلادلفيا سفنتي سيكسرز في موسم 1964–1965، ثم لعب مع دنفر ناغتس من سنة 1967 إلى 1970، ثم لعب مع فيلادلفيا سفنتي سيكسرز في موسم 1973–1974.

## روابط خارجية
- لاري جونز على موقع إن بي أي (الإنجليزية)
- لاري جونز على موقع سبورتس رفرنس (الإنجليزية)
- لاري جونز على موقع كلية كرة السلة في سبورتس رفرنس.كوم (الإنجليزية)
- لاري جونز على موقع ريلجم (الإنجليزية)
- لاري جونز على موقع سبورتس رفرنس (الإنجليزية)